# Palača Milesi u Splitu
Palača Milesi je palača u Hrvatskoj, u Splitu. Nalazi se na Trgu braće Radić 7.

## Opis
Palača datira iz druge polovice 17. na 18. stoljeće. Monumentalna barokna trokatnica nalazi se na trgu u starom dijelu grada, izvan zidina Palače. Južno reprezentativno pročelje podsjeća na palače mletačkog arhitekta Domenica Rossija:u prizemlju ima tzv. otvore na koljeno, dok se na katovima s pravilnim rasporedom otvora ističe veliki središnji balkon na prvom katu te manji balkoni na prvom i drugom katu s ukrašenim kamenim baroknim ogradama. Istaknuti je primjer reprezentativne stambene arhitekture u Splitu 17. i 18. stoljeća, a jedna je od ljepših i monumentalnijih baroknih palača u Dalmaciji. Danas je u njoj smještena HAZU.

### Kamin
U palači je barokni kamin iz u 18. stoljeća koju je jedno vrijeme bio zasebno zaveden kao nepokretno kulturno dobro.

## Zaštita
Pod oznakom Z-4896 zavedena je kao nepokretno kulturno dobro - pojedinačno, pravna statusa zaštićena kulturnog dobra, klasificirano kao profana graditeljska baština.

## Vanjske poveznice
|  | Zajednički poslužitelj ima još gradiva o temi Palača Milesi u Splitu |